# Flubromazolam
Flubromazolam é um triazolobenzodiazepínico, uma subclasse da classe dos benzodiazepínicos, em estágio de pesquisas científicas. Um átomo de flúor está ligado na posição R2' e um átomo de bromo na posição 7. É um dos benzodiazepínicos mais poderosos em termos de dose-efeito. 
Os efeitos são considerados extremamente sedativos e hipnóticos, embora doses baixas proporcionem um efeito ansiolítico.
É um fármaco extremamente poderoso, ativo a partir de um micrograma (0.001mg).

## Efeitos
O início dos efeitos após administração por via oral leva cerca de 30 minutos, e atinge o efeito máximo após 1 hora. Não é incomum que o usuário muitas vezes caia em sono profundo sem perceber, como consequência de seu rápido efeito.

## Mercado
O flubromazolam nunca foi comercializado, por ser um fármaco recente e devido à falta de estudos sobre o mesmo. 